# شگرف‌خزندگان
شگرف‌خزندگان (نام علمی: Thescelosauridae) نام یک تیره از راسته پرنده‌کفلان است.